# Ніч перед Різдвом (мультфільм, 1941)
«Ніч перед Різдвом» (англ. The Night Before Christmas) — третій епізод серії мультфільмів "Том і Джеррі ". Епізод був випущений до Різдвяних свят 6 грудня 1941 року. Мультфільм отримав нагороду Американської Академії кінематографічних мистецтв і наук.

## Факти
- Це одна з 23 серій, в яких Том і Джеррі обидва виграють. Інші серії: «Dog Trouble», «Mouse in Manhattan», «The Truce Hurts», «Old Rockin 'Chair Tom», «Heavenly Puss», «The Cat and the Mermouse», «Smitten Kitten», «Triplet Trouble», «Push-Button Kitty», «Just Ducky», «Life with Tom», «Puppy Tale», «Neapolitan Mouse», «Busy Buddies», «Happy Go Ducky», «Snowbody Loves Me», «Tom-ic Energy», «I'm Just Wild About Jerry», «Of Feline Bondage», «The A-Tom Inable Snowman», «Surf-Bored Cat» і «Purr-Chance to Dream».
- Це — найбільш переглянута серія (8.6 мільйонів глядачів).
- У цій серії Том вперше проявив співчуття.
- Це — 1-ша серія, в якій немає Матусі-Два Капці.
- Прем'єра серії була напередодні атаки на Перл-Харбор і в той день, коли Радянська армія перейшла в контрнаступ під Москвою.